# Agricola Cardaș
Agricola Cardaș (n. 3 octombrie 1883, Galați – d. 30 octombrie 1955, Iași) a fost biolog, agronom și publicist, creatorul învățământului mediu de zootehnie și al Centrului universitar de zootehnie din Iași.

## Studii
După absolvirea Liceului „Vasile Alecsandri” din Galați (1896-1904), a studiat la Facultatea de Științe Iași, secția de științe naturale (1904-1908), urmând, în paralel, Seminarul Pedagogic Universitar Iași (1906). A continuat studiile la Academia de Agricultură Bonn Poppelsdorf din Germania, ca bursier al Academiei Române, obținând aici și doctoratul în 1910.

## Titluri științifice
- Doctor în agronomie la Academia agricolă din Bonn - Poppelsdorf, cu teza Rumäniens Rindviehzucht (1910);[2]
- Docent la Universitatea din Iași (1914).

## Activitatea profesională
După întoarcerea în țară, în perioada 1910-1914 a lucrat ca director al noii Școli Inferioare de Agricultură de la Țigănești, în imediata apropiere a Tecuciului.
Prin Legea Învățământului Superior publicată în M.O./27 martie 1912, se stabilea înființarea Secției de Științe Agricole, la Facultatea de Științe a Universității din Iași, unul din profesori fiind și Agricola Cardaș.
După susținerea docenței, în anul 1914, a devenit conferențiar la catedra de zootehnie din cadrul Facultății de Științe din Iași. Din 1925 a devenit profesor titular atât la Facultatea de Științe, cât și la Institutul Agronomic din aceeași localitate, numărându-se și printre întemeietorii acestuia.
În 1918, după Unirea Basarabiei cu România, Agricola Cardaș a fost director al agriculturii din Basarabia. În această poziție publică, a înaintat în anul 1926 Ministerului Instrucțiunii Publice un memoriu prin care solicita transferul învățămantului agronomic de la Iași la Chișinău, capitala unei regiuni cu mare potențial agricol. În M.O. nr. 82/9 aprilie 1933 s-a publicat Legea pentru transformarea Secției de Științe Agricole de pe lângă Universitatea din Iași, în Facultate de Științe Agricole a Universității „Al. I. Cuza” din Iași, cu sediul la Chișinău, al cărei decan în anii 1936-1938 a fost Agricola Cardaș. Prin grija profesorului Agricola Cardaș, după înființarea Facultății de Științe Agricole din Chișinău, au fost create 4 laboratoare de Zootehnie cu ferme didactice și un atelier de material didactic, în care se confecționau mulaje și instrumentar zootehnic. Rezultatele activității științifice îl situează în poziția de fondator al științei zootehnice în Moldova.
În 1920, Agricola Cardaș a înființat publicația de popularizare Foaia Plugarilor, care a apărut, cu întreruperi impuse de împrejurări, până în 1940.
Ca o recunoaștere oficială a meritelor sale științifice, în anul 1940 a fost ales membru al Academiei de Științe a României, și funcția de vicepreședinte al Secției de biologie aplicată.
În martie 1943 adevenit Membru corespondent al Academiei de Agricultură din România.
După ce fusese îndepărtat de la catedră timp de patru ani, de regimul comunist, a revenit în 1952 ca profesor la Facultatea de Zootehnie a Institutului Agronomic ieșean.

## Decorații
Pentru activitatea sa în domeniul agricol a fost distins cu titlulrile:
- Ofițer al Meritului Agricol (Franța),
- Mare Ofițer al Coroanei României,
- Mare Ofițer al Ordinului Phoenix (Grecia),
- Comandor al Ordinului Steaua României,
- Ofițer al Ordinului „Polonia Restituta“.
- Semnul Onorific „Răsplata Muncii pentru 25 ani în Serviciul Statului” (13 octombrie 1941)[9]

## Opera
Principalele sale lucrări sunt:
- Note sur les bivalves trouvées dans l’Oxfordien de Hârșova-Topal (Dobrogea), Imp. Dacia Iliescu, Grossu & Comp., 1907.
- Note sur quelques Echinodermes de la région jurassique de Hârșova-Topal (Dobrogea) : [Extras]. Jassy : Imprimerie "Dacia" Iliescu, Grossu & Comp, 1907. 7 p. III 26.928
- Rumäniens Rindviehzucht. Bonn : Buchdruckerei Jos. Bach Wwe, 1910. 118 p. : tab., [3] f. il. III 12.583
- Scurtă privire asupra animalelor din România. Iași : Tipografia H. Goldner, 1911. 6 p. IV 1.206
- Încercări asupra învățământului agricol. București : România agricolă, 1912. 40 p. II 3.922
- Asupra originii taurinelor românești. București : Socec & Co, 1914. 26 p. : fig., tab., 4 f.: il. IV 7.276
- Materialul zootehnic din județele Durostor și Caliacra. București : Librăriile Socec & Co și C. Sfetea, 1915. 18 p. IV 1.203
- Necesitatea vulgarizării cunoștințelor de agricultură și economie casnică, Inst. de Arte Grafice N. V. Ștefăniu et Comp., 1915.
- L’origine des taurines roumains, Inst. d’Arts Graphiques Carol Göbl, S-r Ion St. Rasidescu, 1915.
- Cooperația în vremurile de azi : Patru conferințe rostite la radio. București : Institutul Național al Cooperației, 1942. III 752

### Cursuri
Profesorul Agricola Cardaș a elaborat peste 70 de lucrări privind materialul zootehnic autohton și influența mediului asupra organismului animalelor domestice.
- Zootehnie generală și specială (1914), primul curs de din România;
- Cunoștințe de zootehnie generală (1931)
- Cunoașterea și creșterea taurinelor (1948) ș.a.
- Originea animalelor domestice, lucrare în care reproduce rezultatele sale originale cu privire la sinonimia dintre bour, denumit bizon și zimbru, corectând o eroare din lucrarea Descriptio Moldaviae a domnitorului Dimitrie Cantemir[8]. În acest context, Agricola Cardaș spunea că vitele de stepă românești „prezintă caracterul tipic al urmașilor din Bos primigenius, care a trăit în Munții Carpați, sub denumirea de bour, a cărui cap îl găsim și pe stema Moldovei”[11].

## In memoriam
- În 1989, Ministerului Agriculturii i-a comandat sculptorului Ioan Antonică (1937 Iași - 2002) un bust monumental al lui Agricola Cardaș[12], care a fost dezvelit în fața Universității de Științe Agricole și Medicină Veterinară „Ion Ionescu de la Brad” din Iași[13].
- În anul 2002, cu ocazia sărbătoririi a 90 de ani de învățământ agronomic la Iași, a fost emisă o medalie care are pe revers, în centru, trei medalioane cu efigiile a trei personalități: Agricola Cardaș, Haralamb Vasiliu și Neculai Zamfirescu.[14]
- O stradă din Iași poartă numele său.
- O stradă din Tecuci poartă numele său.